# Taça Challenge da EHF de 2017–18
A Taça Challenge da EHF de 2017–18 foi a 25ª edição da Taça Challenge da EHF, a terceira maior competição de clubes europeus de andebol masculino organizada pela EHF. 
A final foi disputada a duas mãos, com o Potaissa Turda a conquistar o título após vencer o AEK Atenas num resultado agregado de 59–49.

## Formato
Um total de 40 equipas disputaram a Taça Challenge de 2017–18. A prova é dividida em duas fases, fase de qualificação e eliminatórias.
Fase de Qualificação
Todas as equipas disputam a fase de qualificação, dividida em duas rondas disputadas em eliminatórias a duas mãos, em sistema ida e volta. Apenas 16 equipas disputam a primeira ronda da fase de qualificação da fase de grupos. Os oito vencedores juntam-se às outras 24 equipas para apurar os apurados dos oitavos-de-final.
Eliminatórias
Um total de 16 equipas disputam as eliminatórias das competições. A partir dos oitavos de final até à final, todas as eliminatórias são disputadas a duas mãos, em sistema de ida e volta.
| Eliminatória         | Eliminatória     | Equipas em Prova | Participantes Eliminatória | Vencedores Eli. Anterior | Entradas na Competição |
| -------------------- | ---------------- | ---------------- | -------------------------- | ------------------------ | ---------------------- |
| Fase de Qualificação | Primeira ronda   | 40               | 16                         | –                        | 16                     |
| Fase de Qualificação | Segunda ronda    | 32               | 32                         | 8                        | 24                     |
| Oitavos de final     | Oitavos de final | 16               | 16                         | 16                       | –                      |
| Quartos de final     | Quartos de final | 8                | 8                          | 8                        | –                      |
| Semifinais           | Semifinais       | 4                | 4                          | 4                        | –                      |
| Final                | Final            | 2                | 2                          | 2                        | –                      |

## Distribuição de Vagas
Cada ano, a EHF publica uma lista de classificação das ligas nacionais de cada federação-membro. Este ranking de coeficiente da EHF determina as nações autorizadas a participar na competição. Para 2017–18, as primeiras 50 nações do ranking podem candidatar um certo número de participantes a participar na Taça Challenge.
- Associações 8 a 13 classificam uma equipas cada.
- Associações 14 a 27 classificam duas equipa cada.
- Associações 28 a 40 classificam três equipa cada.
- Associações 41 a 50 classificam quatro equipas no total.
  - As federações-membro 1 a 40 podem solicitar vagas adicionais.

### Ranking de Coeficiente da EHF para 2017–18
| Rank | Associação   | Coeff. | Times | Times | Times | Notas |
| Rank | Associação   | Coeff. | LC    | TE    | TC    | Notas |
| ---- | ------------ | ------ | ----- | ----- | ----- | ----- |
| 1    | Alemanha     | 139,83 | 2     | 3     | 0     |       |
| 2    | Hungria      | 119,83 | 2     | 3     | 0     |       |
| 3    | Espanha      | 114,33 | 1     | 3     | 0     |       |
| 4    | França       | 96,17  | 1     | 3     | 0     |       |
| 5    | Polónia      | 67,00  | 1     | 3     | 0     |       |
| 6    | Dinamarca    | 64,33  | 1     | 3     | 0     |       |
| 7    | Eslovénia    | 40,83  | 1     | 3     | 0     |       |
| 8    | Macedónia    | 39,56  | 1     | 2     | 1     |       |
| 9    | Croácia      | 39,25  | 1     | 2     | 1     |       |
| 10   | Portugal     | 36.11  | 1     | 2     | 1     |       |
| 11   | Suécia       | 34,00  | 1     | 2     | 1     |       |
| 12   | Roménia      | 33,22  | 1     | 2     | 1     |       |
| 13   | Suíça        | 28,57  | 1     | 2     | 1     |       |
| 14   | Ucrânia      | 25,22  | 1     | 1     | 2     |       |
| 15   | Bielorrússia | 23,89  | 1     | 1     | 2     |       |
| 16   | Rússia       | 22,43  | 1     | 1     | 2     |       |
| 17   | Noruega      | 20,78  | 1     | 1     | 2     |       |

| Rank | Associação           | Coeff. | Times | Times | Times | Notas |
| Rank | Associação           | Coeff. | LC    | TE    | TC    |       |
| ---- | -------------------- | ------ | ----- | ----- | ----- | ----- |
| 18   | Sérvia               | 18,44  | 1     | 1     | 2     |       |
| 19   | República Checa      | 14,67  | 1     | 1     | 2     |       |
| 20   | Eslováquia           | 11,67  | 1     | 1     | 2     |       |
| 21   | Bélgica              | 11,25  | 1     | 1     | 2     |       |
| 22   | Finlândia            | 11,25  | 1     | 1     | 2     |       |
| 23   | Países Baixos        | 10,78  | 1     | 1     | 2     |       |
| 24   | Turquia              | 9,67   | 1     | 1     | 2     |       |
| 25   | Áustria              | 9,00   | 1     | 1     | 2     |       |
| 26   | Grécia               | 8,00   | 1     | 1     | 2     |       |
| 27   | Islândia             | 7,00   | 1     | 1     | 2     |       |
| 28   | Estónia              | 6,83   | 0     | 1     | 3     |       |
| 29   | Kosovo               | 6,67   | 0     | 1     | 3     |       |
| 30   | Luxemburgo           | 6,00   | 0     | 1     | 3     |       |
| 31   | Israel               | 6,00   | 0     | 1     | 3     |       |
| 32   | Bósnia e Herzegovina | 5,56   | 0     | 1     | 3     |       |
| 33   | Itália               | 3,50   | 0     | 1     | 3     |       |
| 35   | Bulgária             | 3,50   | 0     | 1     | 3     |       |

| Rank | Association                                                                               | Coeff. | Teams | Teams | Teams | Notes |
| Rank | Association                                                                               | Coeff. | LC    | TE    | TC    | Notes |
| ---- | ----------------------------------------------------------------------------------------- | ------ | ----- | ----- | ----- | ----- |
| 35   | Chipre                                                                                    | 3,00   | 0     | 1     | 3     |       |
| 36   | Moldávia                                                                                  | 2,00   | 0     | 1     | 3     |       |
| 37   | Reino Unido                                                                               | 2,00   | 0     | 1     | 3     |       |
| 38   | Lituânia                                                                                  | 1,83   | 0     | 1     | 3     |       |
| 39   | Montenegro                                                                                | 0,63   | 0     | 1     | 3     |       |
| 40   | Geórgia                                                                                   | 0,40   | 0     | 1     | 3     |       |
| 41   | Albânia Andorra Arménia Azerbeijão Ilhas Faroé Irlanda Letónia Liechtenstein Malta Mónaco | 0,00   | 0     | 0     | 4     |       |

### Alocação
Entre as 40 equipas que se candidataram a participar na competição, 24 equipas classificaram-se diretamente para a segunda ronda da fase de qualificação enquanto as restantes 16 equipas terão de disputar a primeira ronda da fase de qualificação.
- CW: Vencedores da taça
- 1º, 2º, 3º, etc.: Posição na liga

| Fase de Qualificação - 2.ª Ronda | Fase de Qualificação - 2.ª Ronda | Fase de Qualificação - 2.ª Ronda | Fase de Qualificação - 2.ª Ronda |
| -------------------------------- | -------------------------------- | -------------------------------- | -------------------------------- |
| Madeira SAD (4º)                 | Potaissa Turda (3º)              | Fyllingen (5º)                   | HC Sloga Zmartforce (5º)         |
| AEK Atenas (3º)                  | HC Berchem (2º)                  | SKIF Krasnodar (CW)              | IBV Vestmannaeyjar (5º)          |
| Visé BM (4º)                     | Ramhat Hashron (3º)              | ZNTU Zaporozhye (3º)             | Göztepe SK (3º)                  |
| Povazska Bystrica (4º)           | HC Dobrudja (2º)                 | HC Rabotnik (3º)                 | HMRK Zrnjski (5º)                |
| RK Lovcen (3º)                   | KH Trepca                        | Parnassos Strovolou              | London GD                        |
| PGU Tiraspol                     | BSB Batumi                       | Granitas Kaunas (5º)             | HC Gomel                         |
| Fase de Qualificação - 1.ª Ronda |                                  |                                  |                                  |
| ORK Samot 65 (6º)                | PAOK (CW)                        | Red Boys Differdange (3º)        | Holon (6º)                       |
| Donbass Oblast (5º)              | Dynamo-Viktor (6º)               | Tasovo Yibo SC                   | RK Vogosca (3º)                  |
| RK Mojkovac 2005 (4º)            | Proodeftikos Paphos              | Cambridge HC                     | VHC Sviesa Vilnius (4º)          |
| HB Kaerjeng (4º)                 | RK Konjuh (4º)                   | Kauno Azuolas                    | Aloysians Von Taine (1º)         |

## Calendário
Todos os sorteios serão realizados na sede da Federação Europeia de Andebol, em Viena, Áustria.
|                      | Ronda            | Data do Sorteio         | 1ª Mão        | 2ª Mão                |
| -------------------- | ---------------- | ----------------------- | ------------- | --------------------- |
| Fase de Qualificação | Primeira ronda   | 18 de julho de 2017     | 07–08 Out '17 | 14–15 Out '17         |
| Fase de Qualificação | Segunda ronda    | 18 de julho de 2017     | 18–19 Nov '17 | 25–26 Nov '17         |
| Oitavos de final     | Oitavos de final | 28 de novembro de 2017  | 10–11 Fev '18 | 17–18 Fev '18         |
| Quartos de final     | Quartos de final | 20 de fevereiro de 2018 | 24–25 Mar '18 | 31 Mar '17 01 Abr '18 |
| Semifinais           | Semifinais       | 20 de fevereiro de 2018 | 21–22 Abr '18 | 28–29 Abr '18         |
| Final                | Final            | 1 de maio de 2018       | 12–13 Mai '18 | 19–20 Mai '18         |

## Fase de Qualificação

### Primeira ronda
O sorteio da primeira ronda da fase de qualificação foi realizado a 18 de julho de 2017. As partidas de ida foram disputadas a 7 e 8 de outubro e as partidas de volta em 14 e 15 de outubro de 2017.
| Equipe 1             | Total | Equipe 2               | 1.º jogo | 2.º jogo |
| -------------------- | ----- | ---------------------- | -------- | -------- |
| RK Vogošća           | 54–48 | Holon                  | 31–24    | 23–24    |
| Red Boys Differdange | 57–52 | Kauno Azuolas          | 32–26    | 25–26    |
| Amasya Taşova        | 0–20  | RK Mojkovac            | 0–10     | 0–10     |
| Aloysians Prominent  | 32–73 | PAOK                   | 17–34    | 15–39    |
| ORK Samot 65         | 75–45 | Cambridge              | 43–21    | 32–24    |
| HB Käerjeng          | 69–58 | Donbass Donetsk Oblast | 32–30    | 37–28    |
| VHC Šviesa           | 48–61 | Dynamo-Victor          | 24–25    | 24–36    |
| RK Konjuh            | 72–39 | Proodeftikos Paphos    | 39–15    | 33–24    |

### Segunda ronda
O sorteio da segunda ronda da fase de qualificação foi realizado a 18 de julho de 2017. As partidas de ida foram disputadas a 18 e 19 de novembro e as partidas de volta em 25 e 26 de novembro de 2017.
| Equipe 1             | Total | Equipe 2              | 1.º jogo | 2.º jogo |
| -------------------- | ----- | --------------------- | -------- | -------- |
| RK Konjuh            | 48–63 | Ramhat Hashron        | 25–30    | 23–33    |
| HC Eurofarm Rabotnik | 57–47 | Granitas Karys Kaunas | 28–24    | 29–23    |
| London GD            | 37–81 | AEK Atenas            | 16–40    | 21–41    |
| Madeira SAD          | 81–32 | Parnassos Strovolou   | 46–12    | 35–20    |
| HC Gomel             | 54–63 | IBV Vestmannaeyjar    | 27–31    | 27–32    |
| KH Trepça            | 49–75 | AHC Potaissa Turda    | 29–35    | 30–40    |
| Göztepe SK           | 63–55 | PAOK                  | 35–26    | 28–29    |
| HC Visé BM           | 79–63 | PGU Tiraspol          | 38–31    | 41–32    |
| BSB Batumi           | 49–89 | HMRK Zrinjski         | 17–47    | 32–42    |
| Dynamo-Victor        | 66–57 | HC Sloga Zmartforce   | 37–26    | 29–31    |
| Považská Bystrica    | 58–50 | RK Lovćen             | 34–26    | 24–24    |
| RK Vogošća           | 54–65 | Fyllingen             | 33–35    | 21–30    |
| SKIF Krasnodar       | 57–55 | HB Käerjeng           | 31–27    | 26–28    |
| HC Berchem           | 59–45 | ORK Samot 65          | 26–21    | 33–24    |
| ZNTU Zaporozhye      | 71–46 | RK Mojkovac           | 36–20    | 35–26    |
| Red Boys Differdange | 79–49 | HC Dobrudja           | 43–23    | 36–26    |

## Eliminatórias

### Esquema
|  | Oitavas de final     | Oitavas de final     | Oitavas de final     | Oitavas de final     |    |                | Quartas de final         | Quartas de final         | Quartas de final         | Quartas de final         |  |                   | Semifinais       | Semifinais       | Semifinais       | Semifinais       |                |    | Final           | Final           | Final           | Final           |
|  | 10 a 18 de fevereiro | 10 a 18 de fevereiro | 10 a 18 de fevereiro | 10 a 18 de fevereiro |    |                | 24 de março a 1 de abril | 24 de março a 1 de abril | 24 de março a 1 de abril | 24 de março a 1 de abril |  |                   | 21 a 29 de abril | 21 a 29 de abril | 21 a 29 de abril | 21 a 29 de abril |                |    | 12 a 20 de maio | 12 a 20 de maio | 12 a 20 de maio | 12 a 20 de maio |
|  |                      |                      |                      |                      |    |                |                          |                          |                          |                          |  |                   |                  |                  |                  |                  |                |    |                 |                 |                 |                 |
|  | HMRK Zrinjski        | 27                   | 28                   | 57                   |    |                |                          |                          |                          |                          |  |                   |                  |                  |                  |                  |                |    |                 |                 |                 |                 |
|  | SKIF Krasnodar       | 30                   | 39                   | 67                   |    |                |                          |                          |                          |                          |  |                   |                  |                  |                  |                  |                |    |                 |                 |                 |                 |
|  | SKIF Krasnodar       | 30                   | 39                   | 67                   |    | SKIF Krasnodar | 23                       | 28                       | 51                       |                          |  |                   |                  |                  |                  |                  |                |    |                 |                 |                 |                 |
|  |                      |                      |                      |                      |    | SKIF Krasnodar | 23                       | 28                       | 51                       |                          |  |                   |                  |                  |                  |                  |                |    |                 |                 |                 |                 |
|  |                      | IBV Vestmannaeyja    | 25                   | 41                   | 66 |                |                          |                          |                          |                          |  |                   |                  |                  |                  |                  |                |    |                 |                 |                 |                 |
|  | IBV Vestmannaeyja    | IBV Vestmannaeyja    | 25                   | 41                   | 66 | 32             | 21                       | 53                       |                          |                          |  |                   |                  |                  |                  |                  |                |    |                 |                 |                 |                 |
|  | IBV Vestmannaeyja    |                      |                      |                      |    | 32             | 21                       | 53                       |                          |                          |  |                   |                  |                  |                  |                  |                |    |                 |                 |                 |                 |
|  | Ramhat Hashron       | 25                   | 21                   | 46                   |    |                |                          |                          |                          |                          |  |                   |                  |                  |                  |                  |                |    |                 |                 |                 |                 |
|  | Ramhat Hashron       | 25                   | 21                   | 46                   |    |                |                          |                          |                          |                          |  | IBV Vestmannaeyja | 31               | 24               | 55               |                  |                |    |                 |                 |                 |                 |
|  |                      |                      |                      |                      |    |                |                          |                          |                          |                          |  | IBV Vestmannaeyja | 31               | 24               | 55               |                  |                |    |                 |                 |                 |                 |
|  |                      | Potaissa Turda       | 28                   | 28                   | 56 |                |                          |                          |                          |                          |  |                   |                  |                  |                  |                  |                |    |                 |                 |                 |                 |
|  | Potaissa Turda       | Potaissa Turda       | 28                   | 28                   | 56 | 44             | 24                       | 68                       |                          |                          |  |                   |                  |                  |                  |                  |                |    |                 |                 |                 |                 |
|  | Potaissa Turda       |                      |                      |                      |    | 44             | 24                       | 68                       |                          |                          |  |                   |                  |                  |                  |                  |                |    |                 |                 |                 |                 |
|  | Visé BM              | 24                   | 29                   | 53                   |    |                |                          |                          |                          |                          |  |                   |                  |                  |                  |                  |                |    |                 |                 |                 |                 |
|  | Visé BM              | 24                   | 29                   | 53                   |    | Potaissa Turda | 29                       | 30                       | 59                       |                          |  |                   |                  |                  |                  |                  |                |    |                 |                 |                 |                 |
|  |                      |                      |                      |                      |    | Potaissa Turda | 29                       | 30                       | 59                       |                          |  |                   |                  |                  |                  |                  |                |    |                 |                 |                 |                 |
|  |                      | Fyllingen            | 24                   | 32                   | 56 |                |                          |                          |                          |                          |  |                   |                  |                  |                  |                  |                |    |                 |                 |                 |                 |
|  | HC Rabotnik          | Fyllingen            | 24                   | 32                   | 56 | 22             | 28                       | 50                       |                          |                          |  |                   |                  |                  |                  |                  |                |    |                 |                 |                 |                 |
|  | HC Rabotnik          |                      |                      |                      |    | 22             | 28                       | 50                       |                          |                          |  |                   |                  |                  |                  |                  |                |    |                 |                 |                 |                 |
|  | Fyllingen            | 25                   | 36                   | 61                   |    |                |                          |                          |                          |                          |  |                   |                  |                  |                  |                  |                |    |                 |                 |                 |                 |
|  | Fyllingen            | 25                   | 36                   | 61                   |    |                |                          |                          |                          |                          |  |                   |                  |                  |                  |                  | Potaissa Turda | 33 | 26              | 59              |                 |                 |
|  |                      |                      |                      |                      |    |                |                          |                          |                          |                          |  |                   |                  |                  |                  |                  |                | 33 | 26              | 59              |                 |                 |
|  |                      | AEK Atenas           | 22                   | 27                   | 49 |                |                          |                          |                          |                          |  |                   |                  |                  |                  |                  |                |    |                 |                 |                 |                 |
|  | Dynamo-Victor        | AEK Atenas           | 22                   | 27                   | 49 | 31             | 28                       | 59                       |                          |                          |  |                   |                  |                  |                  |                  |                |    |                 |                 |                 |                 |
|  | Dynamo-Victor        |                      |                      |                      |    | 31             | 28                       | 59                       |                          |                          |  |                   |                  |                  |                  |                  |                |    |                 |                 |                 |                 |
|  | RB Differdange       | 26                   | 26                   | 52                   |    |                |                          |                          |                          |                          |  |                   |                  |                  |                  |                  |                |    |                 |                 |                 |                 |
|  | RB Differdange       | 26                   | 26                   | 52                   |    | Dynamo-Viktor  | 27                       | 21                       | 48                       |                          |  |                   |                  |                  |                  |                  |                |    |                 |                 |                 |                 |
|  |                      |                      |                      |                      |    | Dynamo-Viktor  | 27                       | 21                       | 48                       |                          |  |                   |                  |                  |                  |                  |                |    |                 |                 |                 |                 |
|  |                      | Madeira SAD          | 27                   | 28                   | 55 |                |                          |                          |                          |                          |  |                   |                  |                  |                  |                  |                |    |                 |                 |                 |                 |
|  | Považská Bystrica    | Madeira SAD          | 27                   | 28                   | 55 | 23             | 30                       | 49                       |                          |                          |  |                   |                  |                  |                  |                  |                |    |                 |                 |                 |                 |
|  | Považská Bystrica    |                      |                      |                      |    | 23             | 30                       | 49                       |                          |                          |  |                   |                  |                  |                  |                  |                |    |                 |                 |                 |                 |
|  | Madeira SAD          | 25                   | 24                   | 53                   |    |                |                          |                          |                          |                          |  |                   |                  |                  |                  |                  |                |    |                 |                 |                 |                 |
|  | Madeira SAD          | 25                   | 24                   | 53                   |    |                |                          |                          |                          |                          |  | Madeira SAD       | 21               | 23               | 44               |                  |                |    |                 |                 |                 |                 |
|  |                      |                      |                      |                      |    |                |                          |                          |                          |                          |  | Madeira SAD       | 21               | 23               | 44               |                  |                |    |                 |                 |                 |                 |
|  |                      | AEK Atenas           | 29                   | 23                   | 52 |                |                          |                          |                          |                          |  |                   |                  |                  |                  |                  |                |    |                 |                 |                 |                 |
|  | Göztepe SK           | AEK Atenas           | 29                   | 23                   | 52 | 29             | 23                       | 52                       |                          |                          |  |                   |                  |                  |                  |                  |                |    |                 |                 |                 |                 |
|  | Göztepe SK           |                      |                      |                      |    | 29             | 23                       | 52                       |                          |                          |  |                   |                  |                  |                  |                  |                |    |                 |                 |                 |                 |
|  | AEK Atenas           | 25                   | 32                   | 57                   |    |                |                          |                          |                          |                          |  |                   |                  |                  |                  |                  |                |    |                 |                 |                 |                 |
|  | AEK Atenas           | 25                   | 32                   | 57                   |    | AEK Atenas     | 32                       | 32                       | 64                       |                          |  |                   |                  |                  |                  |                  |                |    |                 |                 |                 |                 |
|  |                      |                      |                      |                      |    | AEK Atenas     | 32                       | 32                       | 64                       |                          |  |                   |                  |                  |                  |                  |                |    |                 |                 |                 |                 |
|  |                      | HC Berchem           | 25                   | 18                   | 43 |                |                          |                          |                          |                          |  |                   |                  |                  |                  |                  |                |    |                 |                 |                 |                 |
|  | ZNTU Zaporozhye      | HC Berchem           | 25                   | 18                   | 43 | 29             | 30                       | 59                       |                          |                          |  |                   |                  |                  |                  |                  |                |    |                 |                 |                 |                 |
|  | ZNTU Zaporozhye      |                      |                      |                      |    | 29             | 30                       | 59                       |                          |                          |  |                   |                  |                  |                  |                  |                |    |                 |                 |                 |                 |
|  | HC Berchem           | 34                   | 31                   | 65                   |    |                |                          |                          |                          |                          |  |                   |                  |                  |                  |                  |                |    |                 |                 |                 |                 |

### Final
A partida de ida foi disputada a 14 de maio e a partida de volta a 20 de maio de 2018.
| Equipe 1           | Total | Equipe 2   | 1.º jogo | 2.º jogo |
| ------------------ | ----- | ---------- | -------- | -------- |
| AHC Potaissa Turda | 59–49 | AEK Atenas | 33–22    | 26–27    |

| 14 de maio de 2018 19:00 | AHC Potaissa Turda | 33–22     | AEK Atenas | Horia Demian Sports Hall, Cluj-Napoca Público: 3,000 Árbitros: Jović, Arnautović |
| 14 de maio de 2018 19:00 | três jogadores 7   | (14–11)   | Mylonas 7  | Horia Demian Sports Hall, Cluj-Napoca Público: 3,000 Árbitros: Jović, Arnautović |
| 14 de maio de 2018 19:00 | 2× 3×              | Relatório | 4× 3×      | Horia Demian Sports Hall, Cluj-Napoca Público: 3,000 Árbitros: Jović, Arnautović |

| 20 de maio de 2018 19:00 | AEK Atenas | 27–26     | AHC Potaissa Turda  | Olympic Indoor Hall, Atenas Público: 5,600 Árbitros: Andorka, Hucker |
| 20 de maio de 2018 19:00 | Argyrou 7  | (11–18)   | Cîntec, Asoltanei 5 | Olympic Indoor Hall, Atenas Público: 5,600 Árbitros: Andorka, Hucker |
| 20 de maio de 2018 19:00 | 4×         | Relatório | 3× 2× 1×            | Olympic Indoor Hall, Atenas Público: 5,600 Árbitros: Andorka, Hucker |

Potaissa Turda venceu por 59–49 no placar agregado.

## Estatísticas

### Artilheiros
| Artilheiros | Artilheiros            | Artilheiros          | Artilheiros |
| #           | Jogador                | Equipa               | Gols        |
| ----------- | ---------------------- | -------------------- | ----------- |
| 1           | Anton Otrezov          | Dynamo-Viktor        | 71          |
| 2           | Sveinn Sveinsson       | IBV Vestmannaeyjar   | 49          |
| 3           | Senjin Kratovic        | Red Boys Differdange | 46          |
| 4           | Malik Hoggas           | AEK Atenas           | 42          |
| 5           | João Paulo Pinto       | Madeira SAD          | 41          |
| 6           | Georgica Cintec        | Potaissa Turda       | 40          |
| 7           | Radu Ghita             | Potaissa Turda       | 37          |
| 8           | Theodór Sigurbjörnsson | IBV Vestmannaeyjar   | 36          |
| 8           | Roland Thalmaie        | Potaissa Turda       | 36          |
| 10          | Christodoulos Mylonas  | AEK Atenas           | 35          |